# Cordon-Haus

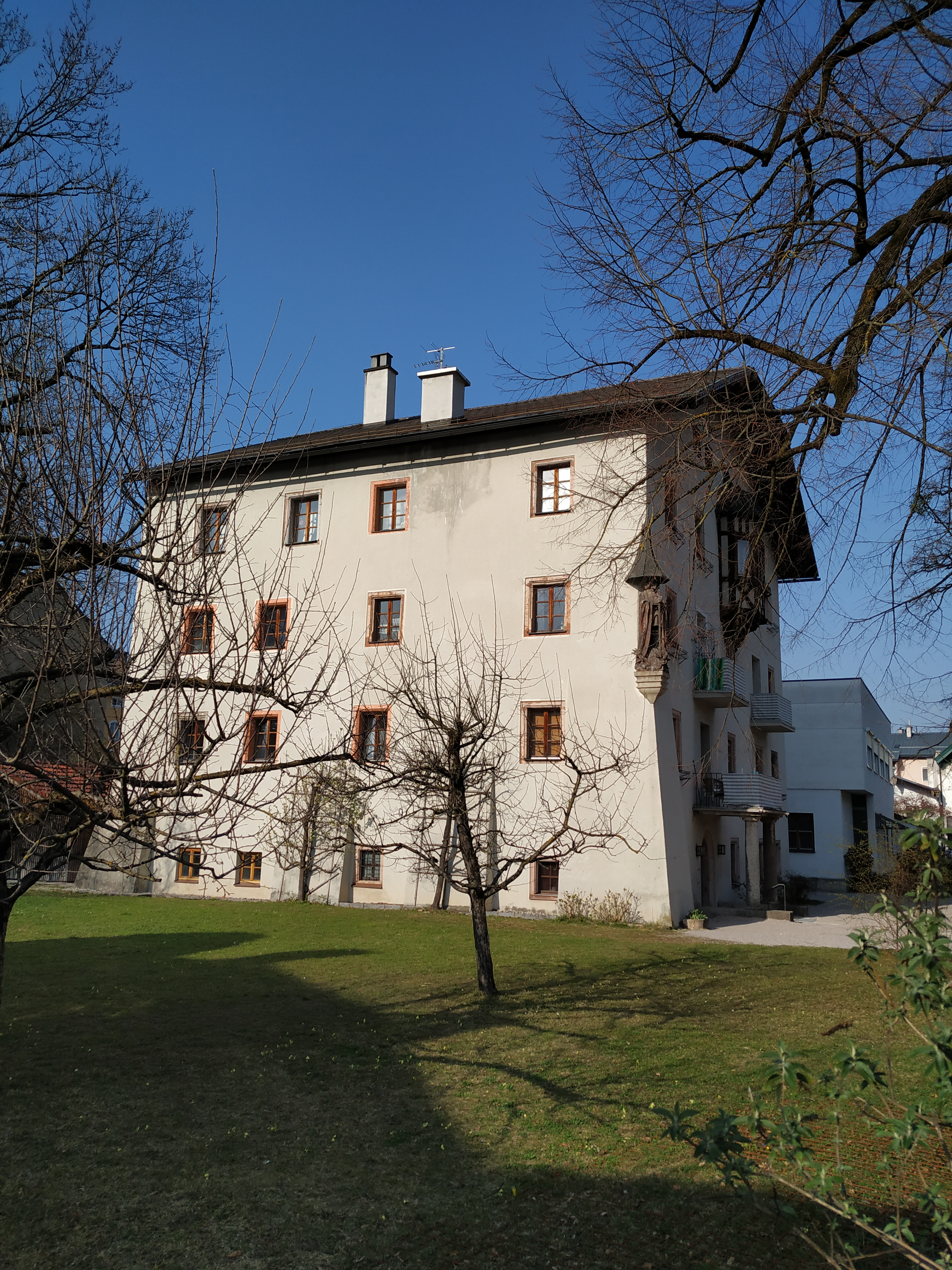
Cordon-Haus (2020)

Das Cordon-Haus, auch Adlhart-Haus, ist ein denkmalgeschütztes Gebäude in der Tennengauer Bezirkshauptstadt Hallein in Österreich.

## Geschichte
Dieses markante Gebäude ist erstmals 1425 im Grundbuch unter der Bezeichnung „Haus zum Stekhen“ erwähnt.
Das Gebäude im Stadtteil Burgfried wurde auch für die von Fürsterzbischof Johann Ernst von Thun und Hohenstein (1687–1709) errichtete Grenzzollwache genutzt. 1816 von der Gemeinde gekauft, diente das Haus immer wieder auch als Spital, 1831 wurde das Gebäude vorsorglich als Choleraspital eingerichtet und 1863 war es ein Spital für Typhuskranke. Von 1870 bis 1908 war darin die Schnitzereischule Hallein untergebracht.
Auf Vermittlung von Alois Zwerger, Bildhauerlehrer an der Schnitzereischule Hallein, erwarb 1908 Jakob Adlhart d. Ä., Maler, Bildschnitzer, Vergolder und Fassmaler aus Südtirol, das Cordon-Haus. Dessen „Werkstätte für christliche Kunst und Kunstgewerbe“ erlangte internationale Bedeutung durch Aufträge von Thronfolger Franz Ferdinand, für den Adlhart im Blühnbachtal und in Dalmatien arbeitete. Von 1911 bis 1914 wurden Aufträge in Split und Larissa durchgeführt. Von 1913 bis 1915 leitete der Bildhauer Max Domenig die Werkstätte.
Am 11. November 1927 um 23 Uhr brach im Nebengebäude, das als Tischlereiwerkstätte genutzt wurde, ein Brand aus. Das Feuer erfasste auch das Hauptgebäude, in dem großer Schaden entstand. Modelle, Zeichnungen und wertvolle Kunstgegenstände wurden ein Raub der Flammen.
Nach der Nutzung als Adlhartsche Bildhauerwerkstätte diente das Cordon-Haus als Wohngebäude.

## Quelle
- H. F. Wagner: Topographie von Alt-Hallein. In: Mitteilungen der Gesellschaft für Salzburger Landeskunde, Band 55 (1915), S. 1–44 (zobodat.at [PDF; 7,4 MB])